# Gran Premio Massaua-Fossati
Il Gran Premio Massaua-Fossati è stata una manifestazione maschile di ciclismo su strada, sia come corsa a tappe (edizione 1950), sia come corsa in linea (edizioni 1951, 1952, 1953), che si svolse nei dintorni della Provincia di Grosseto, in Toscana, per 4 edizioni. Il nome della competizione traeva spunto dal tessuto commercializzato da Angiolo Paoletti (Massaua) e da quello dello stabilimento di Monza che lo produceva (Fossati). Nel 2017, Armando Fommei, Presidente del Panathlon Grosseto, propose l'idea di fra rinascere la competizione, ma l'idea non venne mai attuata. .

## Albo d'oro
Aggiornato all'edizione 1953.
| Anno | Vincitore        | Secondo         | Terzo              |
| ---- | ---------------- | --------------- | ------------------ |
| 1950 | Franco Franchi   | Gino Campigli   | Vittorio Magni     |
| 1951 | Loretto Petrucci | Ersilio Dordoni | Giorgio Albani     |
| 1952 | Giacomo Zampieri | Cesare Olmi     | Attilio Lambertini |
| 1953 | Luciano Maggini  | Alfredo Martini | Gino Bartali       |